# Saint-Dizant-du-Bois
Saint-Dizant-du-Bois är en kommun i departementet Charente-Maritime i regionen Nouvelle-Aquitaine i västra Frankrike. Kommunen ligger  i kantonen Mirambeau som ligger i arrondissementet Jonzac. År 2022 hade Saint-Dizant-du-Bois 113 invånare.

## Befolkningsutveckling
Antalet invånare i kommunen Saint-Dizant-du-Bois
Referens:INSEE